# Ealdberht (Wessex)
Ealdberht (ook Aldbryht, Ealdbriht, Ealdbryht, Eadbryht, Ealbyrht; - 725 ) was een Angelsaksische Ætheling ("prins-kandidaat troonopvolger"). 

## Leven
Ealdberht was waarschijnlijk afkomstig uit het huis Wessex en was mogelijk een zoon van koning Ine of zijn broer Ingeld (gestorven in 718). In de vroege jaren 720 lijken intern-dynastieke conflicten te zijn ontstaan binnen de koninklijke familie van Wessex. In 721 doodde Ine zijn rivaal Cynewulf. Ine’s vrouw, Æthelburg, keerde zich blijkbaar ook tegen hem en liet in 722 de rond 710 door Ine versterkte stad Taunton verwoesten. Volgens Hendrik van Huntingdon, een kroniekschrijver uit de 12e eeuw, dreef Æthelburg de rebel Ealdberht uit Taunton. Deze interpretatie wordt tegenwoordig echter nog nauwelijks ondersteund. Ealdberht vluchtte eerst naar Surrey en kort daarop naar Sussex, afhankelijke, maar op dat moment naar autonomie stervende koninkrijken, in ballingschap. Hij kreeg de bijnaam Wræcca ("ontheemd, verbannen, vluchteling"). Ine achtervolgde hem en er waren in 722 gevechten met de Zuid-Saksen, die zich kennelijk hadden verbonden met Ealdberht. In 725 vocht Ine opnieuw tegen Sussex waarbij Ealdberht sneuvelde.